# Federbuschsträucher
Die Federbuschsträucher (Fothergilla) sind eine Pflanzengattung innerhalb der Familie der Zaubernussgewächse (Hamamelidaceae). Die etwa vier Arten kommen in den südöstlichen USA vor und dort wird der englischsprachige Trivialname Witch-alder verwendet. Aufgrund ihrer hübschen Blüten und des farbenprächtigen Herbstlaubs werden zwei Arten als Zierpflanzen verwendet.

## Beschreibung

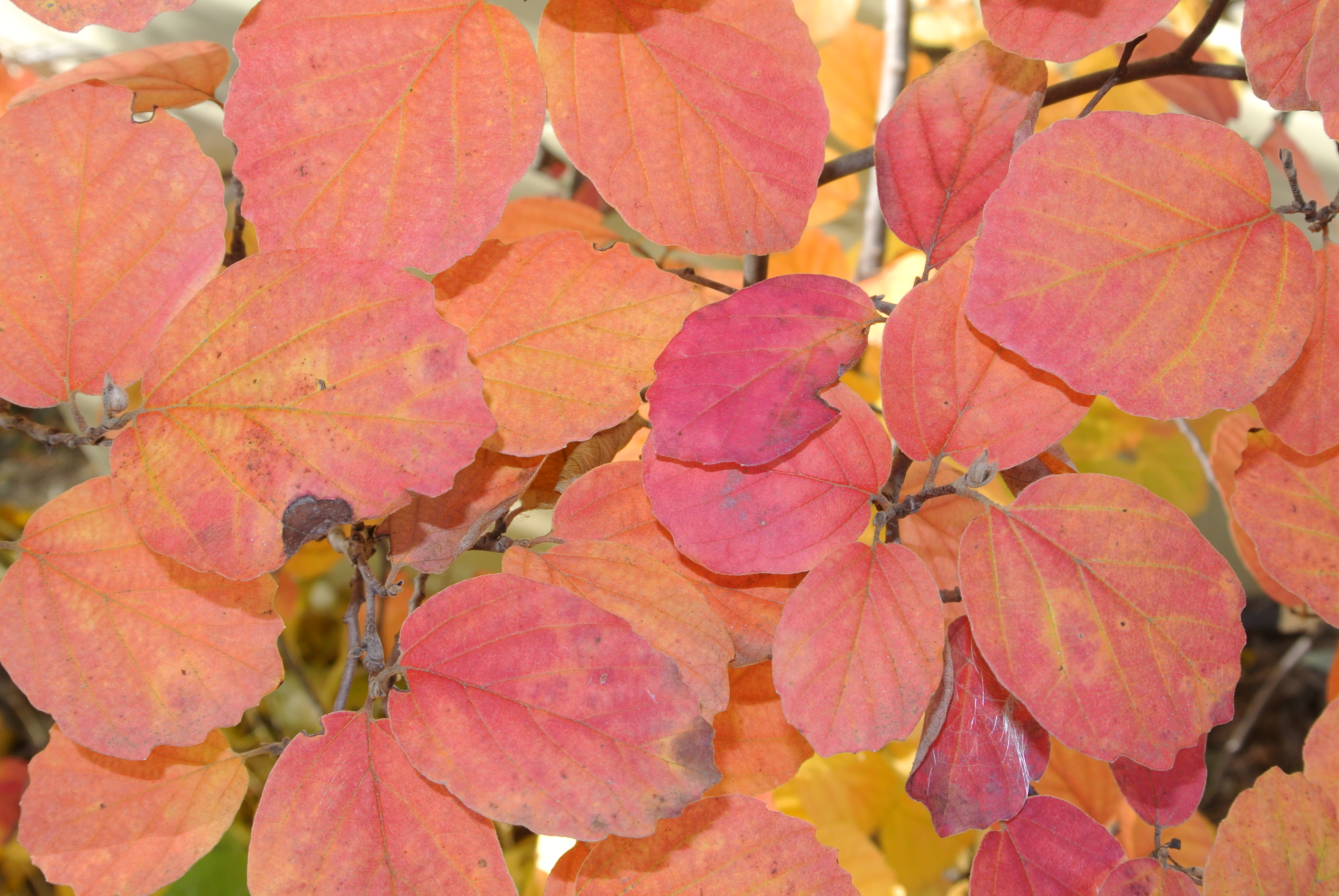
Laubblätter im Herbst des Erlenblättrigen Federbuschstrauchs (Fothergilla gardenii)

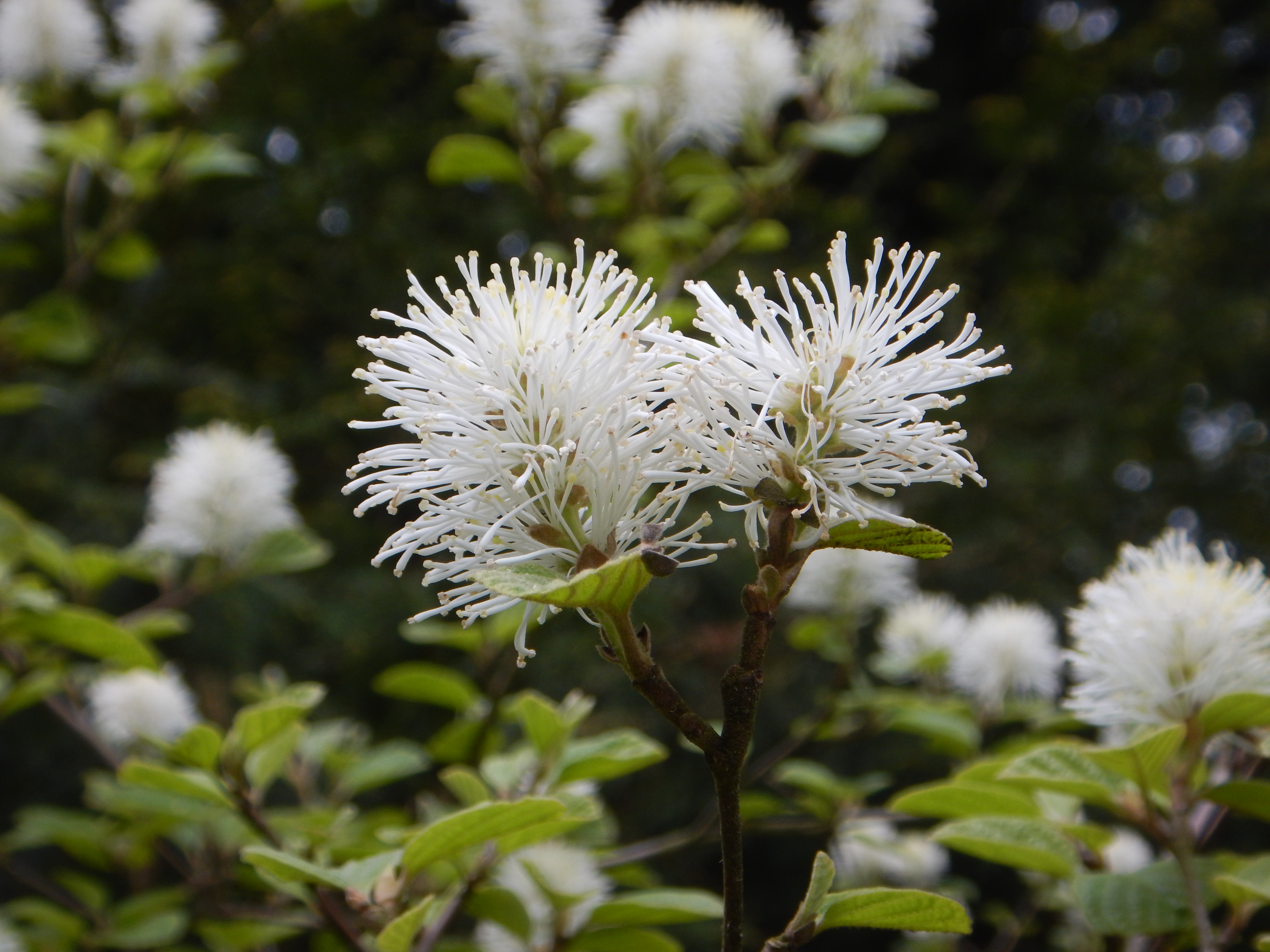
Blütenstand des Erlenblättrigen Federbuschstrauchs (Fothergilla gardenii)

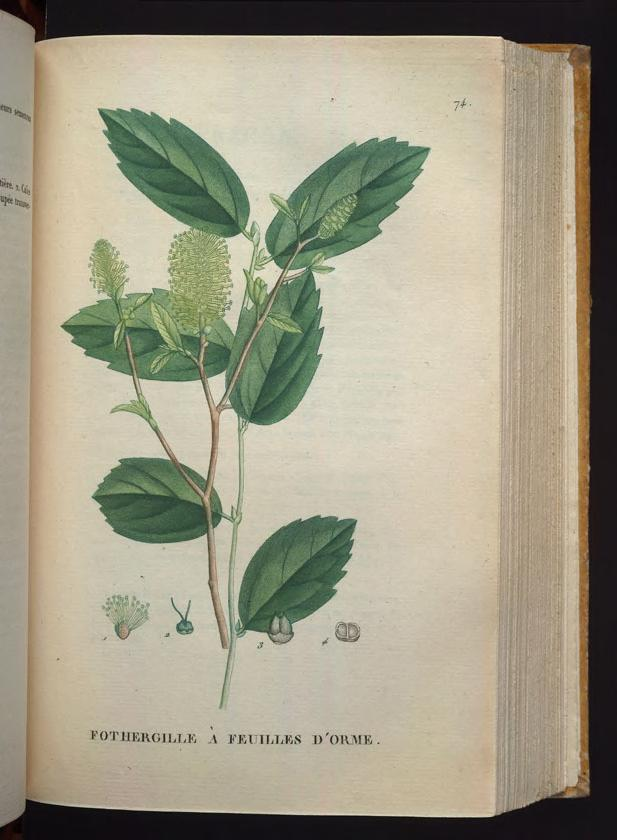
Erlenblättriger Federbuschstrauch (Fothergilla gardenii) aus Traite des arbrisseaux et des arbustes cultives en France et en pleine terre, Illustration 74

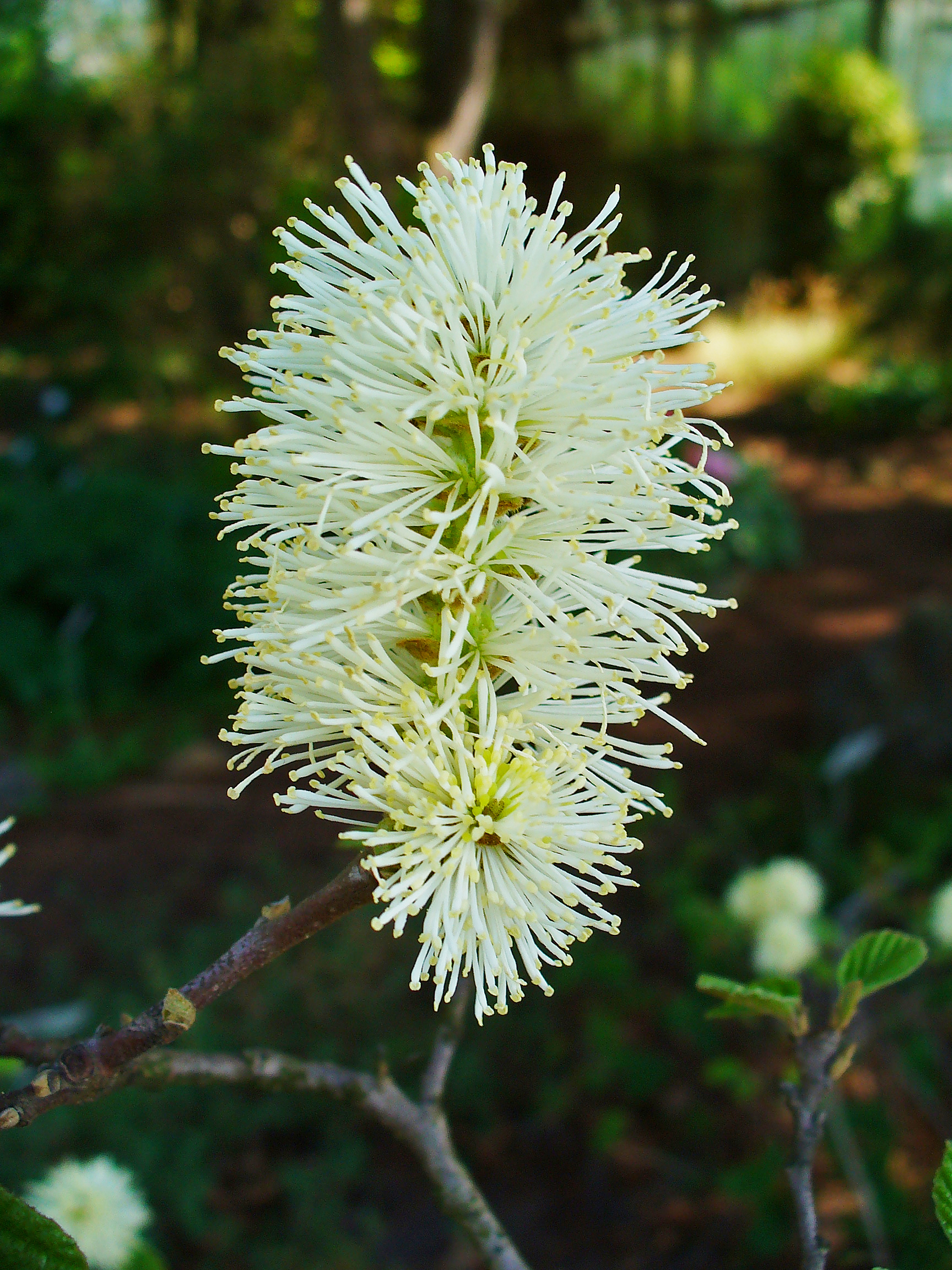
Blütenstand des Großen Federbuschstrauchs (Fothergilla major) während der Anthese mit den vielen auffälligen Staubblättern

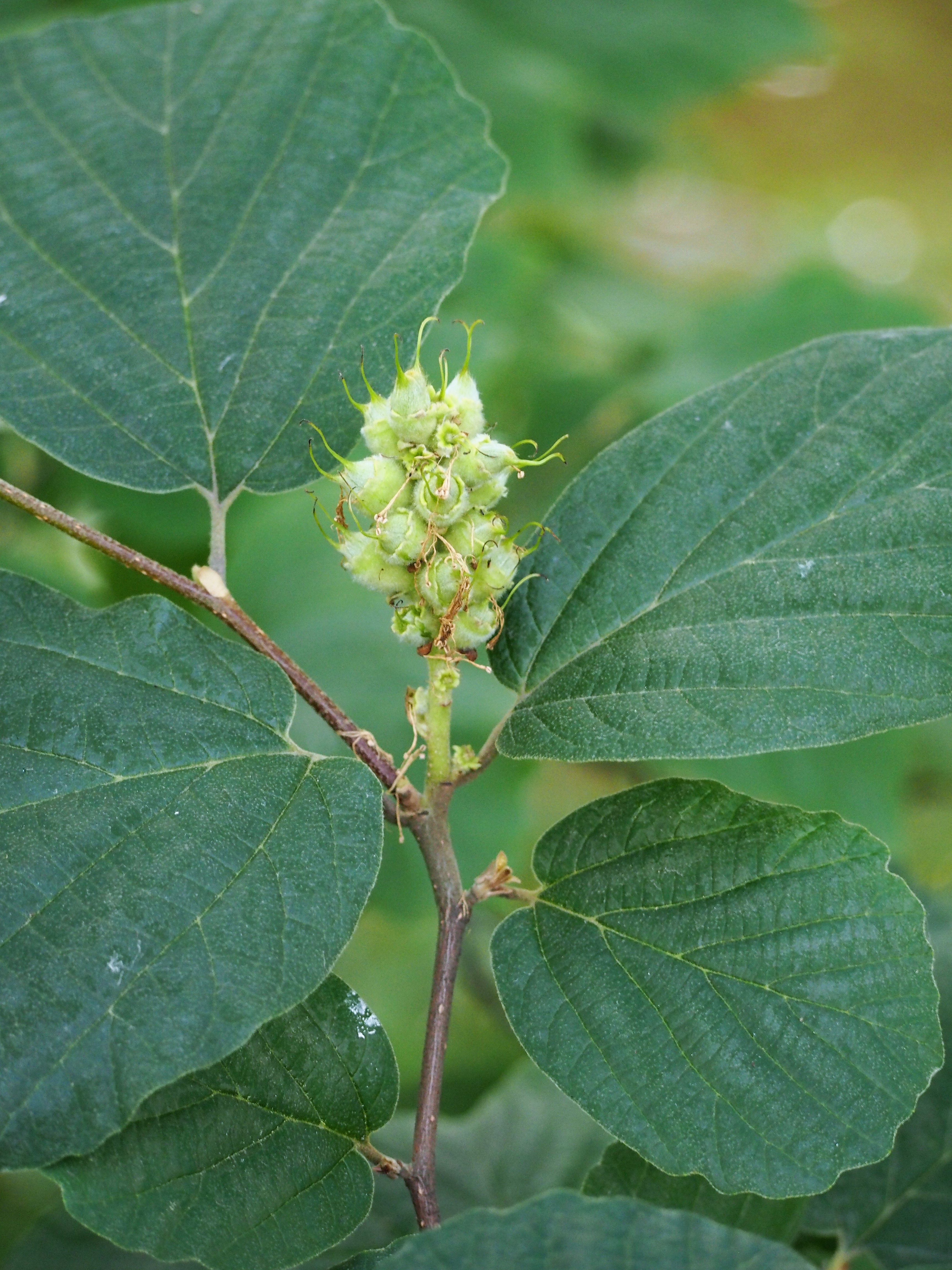
Blütenstand des Großen Federbuschstrauchs (Fothergilla major) nach der Anthese mit jungen Früchten

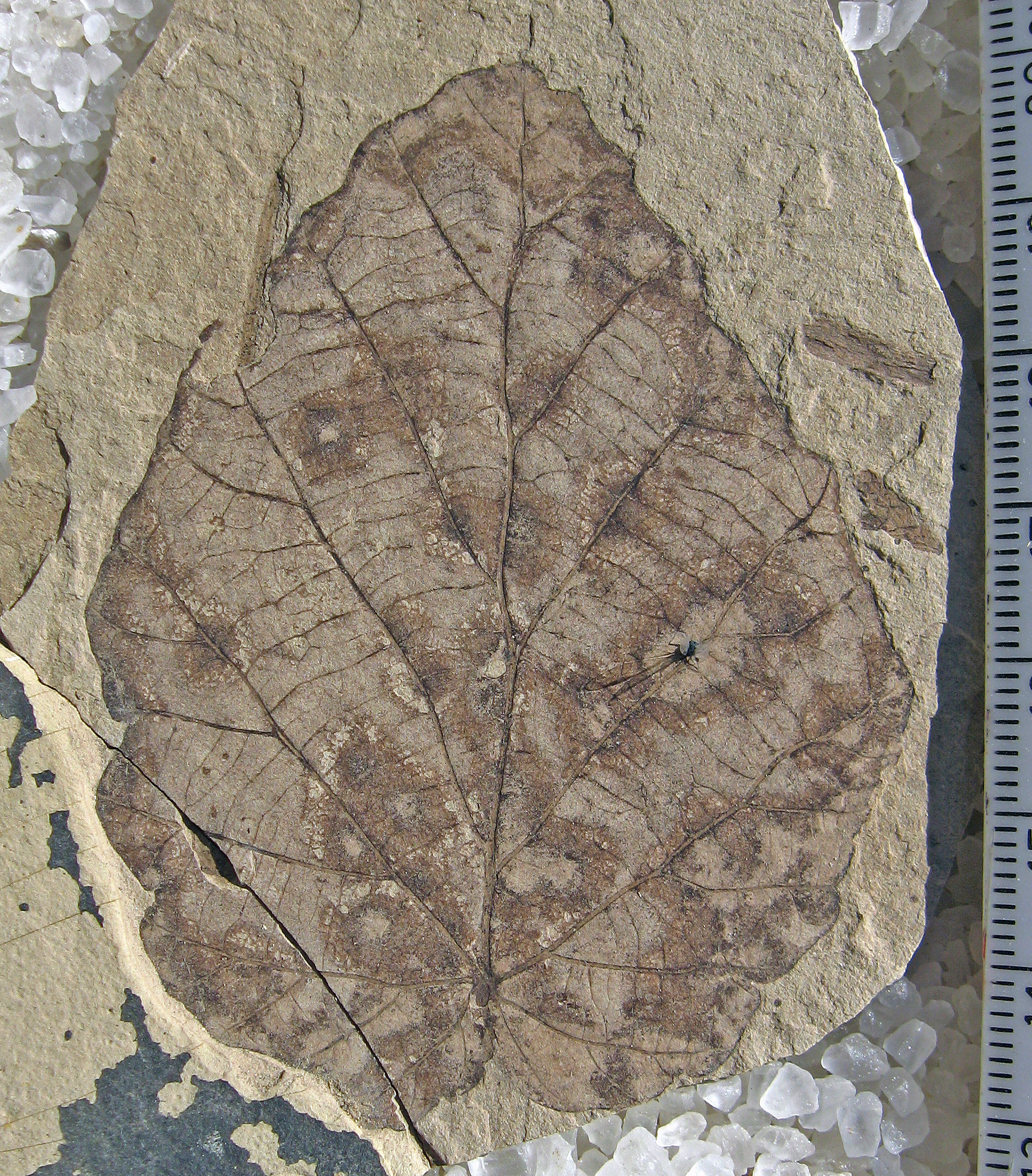
Ein etwa 7 Zentimeter langes Laubblatt der ausgestorbenen Art Fothergilla malloryi, etwa 49 Millionen Jahre alt aus der Klondike Mountain Formation, in Washington. In der Stonerose Interpretive Center Sammlung.

### Vegetative Merkmale
Die Federbuschstrauch-Arten sind sommergrüne, langsam wachsende, meist vielstämmige Sträucher, die Wuchshöhen von bis zu 8 Metern erreichen. Sie bilden oft dichte Bestände durch kurze Ausläufer oder Rhizome. Sie duften nicht und bilden kein Harz. Die Borke älterer Äste ist hellgrau bis rötlich-braun und glatt. Die Rinde der Zweige ist braun und im älteren Zustand nur spärlich flaumig behaart bis verkahlend. Die kurz gestielten oder sitzenden Endknospen sind 5 bis 8 Millimeter lang und besitzen zwei bis vier Knospenschuppen. Die vegetativen Knospen besitzen keine Knospenschuppen. Die Rinde junger Zweige, die Laubblätter, schlafende oder vegetative Knospen und Knospenschuppen der Blütenknospen sind mit Sternhaaren flaumig behaart.
Die wechselständig angeordneten Laubblätter sind in Blattstiel und -spreite gegliedert. Der Blattstiel ist mit einer Länge von etwa 7 Millimetern relativ kurz und behaart. Die einfachen Blattspreiten sind elliptisch, verkehrt-eiförmig bis länglich, eiförmig bis fast kreisförmig mit ungleichseitigem bis symmetrischem, keil- oder herzförmigem, gestutztem bis gerundetem Spreitengrund, gerundetem bis spitzem oberen Ende. Der transparente Blattrand ist von etwas unterhalb der Mitte bis zum oberen Ende oder nur am oberen Ende gekerbt oder gesägt-gezähnt, manchmal gewellt bis ganzrandig und manchmal die obere Hälfte ist grob gezähnt. Es liegt Fiedernervatur vor. Die Blattflächen können dicht flaumig behaart oder kahl sein und die Blattunterseite kann blaugrün bereift sein. Die Farbe der Laubblätter ist im Sommer hell- bis mittelgrün, die Herbstfärbung ist karminrot bis orangegelb. Die lanzettlichen bis eiförmigen Nebenblätter werden früh abgeworfen.

### Generative Merkmale
Es ist ein Blütenstandsschaft vorhanden oder kann fehlen. Viele, vor oder während dem Ausbreiten der Laubblätter aufblühenden, Blüten sind dicht in endständigen, aufrechten, 3 bis 8 Zentimeter langen ährigen Blütenständen angeordnet.
Die duftenden Blüten sind meist zwittrig, nur die untersten Blüten im Blütenstand sind funktional männlich. Die Blüten besitzen eine einfache Blütenhülle. Am flachen glockenförmigen Blütenbecher (Hypanthium) sind die Staubblätter verwachsen. Die meist fünf bis sieben, selten bis zu neun Kelchblätter sind verwachsen und ihre aufrechten, winzigen Kelchzipfel sind ungleich. Kronblätter fehlen. Der auffälligste Teil der Blüte sind die 12 bis 32 Staubblätter, die zentrifugal am Rand des Hypanthium angeordnet sind. Die weißen Staubfäden sind 4 bis 17 Millimeter lang und nach oben deutlich verdickt; die längsten sind etwas keulenförmig. Die gelben, basifixen Staubbeutel öffnen sich mit zwei Klappen. Es sind keine Staminodien vorhanden. Zwei Fruchtblätter sind an ihrer Basis zu zweifächrigen, halbunterständigen Fruchtknoten verwachsen, aber im oberen Bereich sind sie frei; der Fruchtknoten ist auf etwa 1/3 seiner Länge mit dem Hypanthium verwachsen ist. Die zwei Griffel  werden hornförmig mit einer zurückgekrümmten Spitze.
Die Früchte sind in Gruppen von mehr als drei angeordnet. An den 10 bis 15 Millimeter langen, sitzenden, mit angedrückten Sternhaaren flaumig und einfachen Haaren behaarten, grauen bis braunen Kapselfrüchten bleiben die auffälligen Griffel und das Hypanthium erhalten. Die Kapselfrüchte öffnen sich fachspaltig = lokulizid mit zwei Fruchtklappen und enthalten nur zwei Samen. Die glänzend hell-braunen, rötlich-braunen oder fast weißen gefleckten Samen sind hart, bei einer Länge von etwa 8 Millimetern ellipsoid bis etwas eiförmig mit rundem, stumpfem, spitzem bis zugespitztem bis etwas abgeflachtem oberen Ende und sie sind nicht geflügelt. Die Samen variieren in Farbe und Form, aber die Textur der Samenschale ist immer glatt sowie glänzend. An der Samenbasis ist ein auffälliges Hilum vorhanden.

### Chromosomensätze
Die Chromosomengrundzahl beträgt x = 12. Bei Fothergilla gardenii liegt Tetraploidie mit einer Chromosomenzahl von 2n = 48 und bei Fothergilla major Hexaploidie mit einer Chromosomenzahl von 2n = 72 vor. Untersuchungen des 21. Jahrhunderts ergaben, dass es auch Diploidie in der Gattung Fothergilla gibt. Haynes et al. 2020 konnten diese diploiden, also mit Chromosomenzahlen von 2n = 24, Populationen in die reaktivierte Art Fothergilla parvifolia sowie in die neue Art Fothergilla milleri einordnen.

## Systematik und Verbreitung
Die Gattung Fothergilla wurde 1774 durch Carl von Linné in Systema Vegetabilium Secundum Classes Ordines Genera Species cum Characteribus et Differentiis. Editio decima tertia aufgestellt. Der Gattungsname Fothergilla ehrt den englischen Arzt, Förderer der frühen amerikanischen Botanik und Gartenfreund John Fothergill (1712–1780). Typusart ist Fothergilla gardenii L. Das Lectotypusmaterial (Herbarnummer LINN.-693.1) wurde von Alexander Garden aus Charleston, South Carolina an Linné gesendet. Ein Homonym ist Fothergilla Aubl., das 1775 durch Jean Baptiste Christophe Fusée Aublet in Histoire des Plantes de la Guiane Françoise, 1, S. 440–441 innerhalb der Familie Melastomataceae veröffentlicht wurde.
Die Gattung Fothergilla gehört zur Tribus Fothergilleae in der Unterfamilie Hamamelidoideae innerhalb der Familie der Zaubernussgewächse (Hamamelidaceae).
Lange Zeit wurde nur zwei Arten als akzeptiert gehalten, bis Haynes et al. 2020 nach Chromosomenzahlen vier Fothergilla-Arten für akzeptiert in Revision of Fothergilla (Hamamelidaceae), including resurrection of F. parvifolia and a new species, F. milleri. In: PhytoKeys, Volume 144, März 2020, S. 57–80 veröffentlicht haben.
Die vier Fothergilla-Arten kommen in den südöstlichen USA vor.
Die Gattung Fothergilla enthält seit 2020 vier Arten:
- Erlenblättriger Federbuschstrauch (Fothergilla gardenii L., Syn.: Hamamelis virginiana var. carolina L.,[2] Fothergilla carolina (L.) Britton): Er gedeiht in Höhenlagen von 0 bis 185 Metern in den südöstlichen US-Bundesstaaten Alabama, Georgia, North Carolina, South Carolina sowie Florida.[1]
- Großer Federbuschstrauch (Fothergilla major (Sims) Lodd., Syn.: Fothergilla monticola Ashe):[2] Er gedeiht in Höhenlagen von 150 bis 1300 Metern in den südöstlichen US-Bundesstaaten Alabama, Arkansas, Georgia, North Carolina, South Carolina und Tennessee vor.[1]
- Fothergilla milleri W.D.Phillips & J.E.Haynes: Sie wurde 2020 erstbeschrieben. Sie ist insgesamt nur aus sieben Counties in Florida, in der Golfküstenebene in Alabama und in einem County in Georgia bekannt.[2]
- Fothergilla parvifolia Kearney: Dieser Name wurde 2020 reaktiviert. Sie kommt in den südöstlichen US-Bundesstaaten Georgia, South Carolina sowie Alabama vor. Es gibt nur wenige Herbarbelege und es ist wenig bekannt über ihre tatsächlichen Vorkommen.[2]

## Fossile Belege
Die Gattung Fothergilla ist auch fossil bekannt, beispielsweise mit der ausgestorbenen Art Fothergilla malloryi Radtke, Pigg, & Wehr.

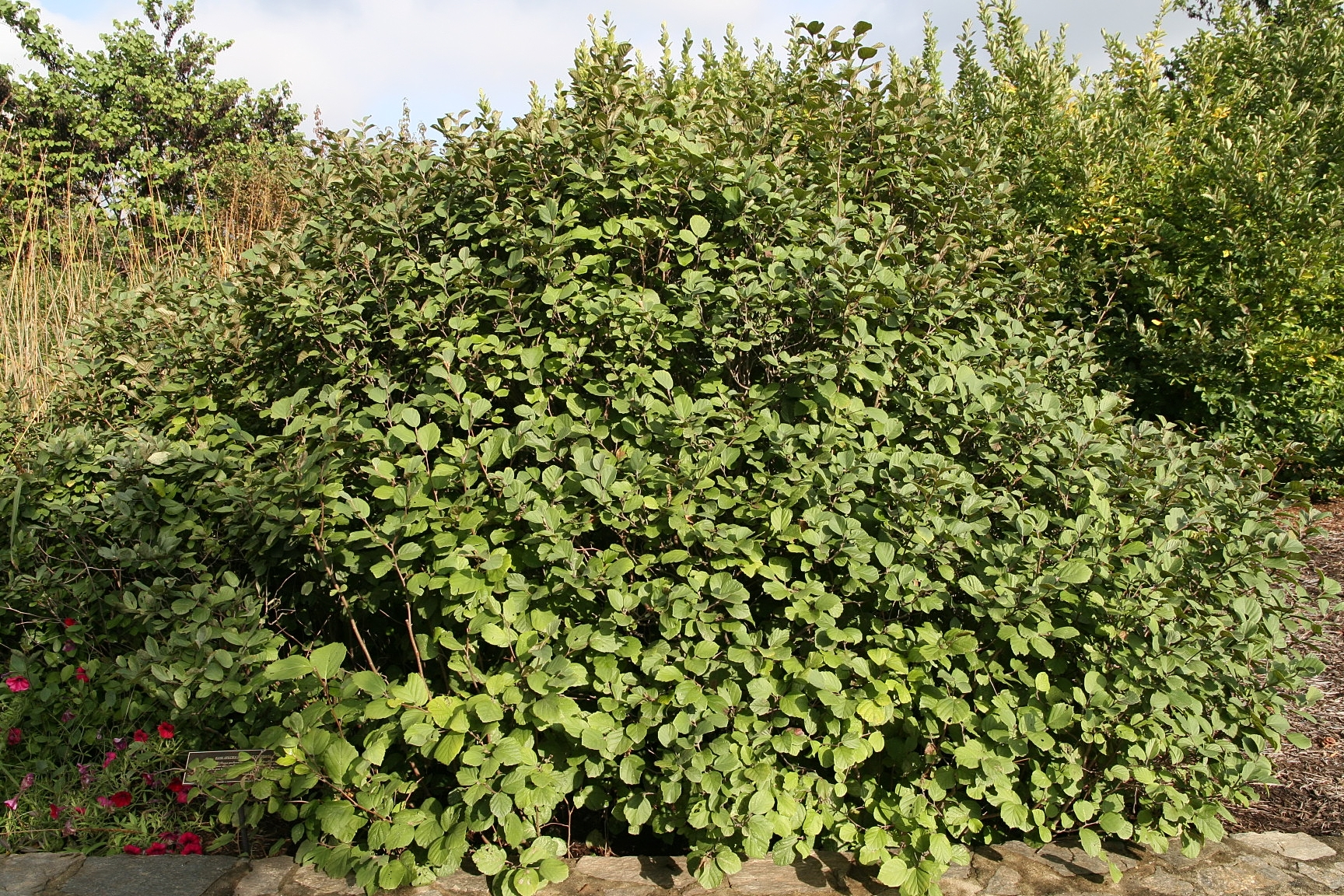
Sorte Fothergilla gardenii ‘Blue Mist’

## Nutzung
Sorten aus der Gattung Federbuschsträucher (Fothergilla) werden aufgrund ihrer Blütenstände und der prachtvollen Herbstfärbung als Ziersträucher verwendet, sind jedoch etwas anspruchsvoll, beispielsweise auch die in Kultur entstandene Hybride Fothergilla intermedia ‘Mount Airy’, die den Preis der Royal Horticultural Society Award of Garden Merit erhalten hat.

## Nachweise